# Сабурталинское кладбище
Сабурталинское кладбище (груз. საბურთალოს საზოგადო მოღვაწეთა პანთეონი) — некрополь в Тбилиси. Имеет статус пантеона государственных и общественных деятелей Грузии.

## История
Основано в 1962 году, при начале застройки одноимённого района.
20 мая 1999 года патриархом Илией II освящена церковь Вознесения.

## Известные захоронения
См. Категория:Похороненные на Сабурталинском кладбище